# ويتون (إلينوي)
ويتون (بالإنجليزية: Wheaton, Illinois)‏ هي مدينة تقع في الولايات المتحدة في إلينوي. يقدر عدد سكانها بـ 53,469 نسمة وترتفع عن سطح البحر 227.99 متر.

## أعلام
- بليك جود
- دينيس دوغان
- ريك جونسون
- دوايت كاي
- جايمي فرينش
- ألفرد إي. وودورد
- جورج بيتر فوستر
- آرثر إف. هولمز
- جون دروري
- مارغريت أهيرن